# Kloaköppning

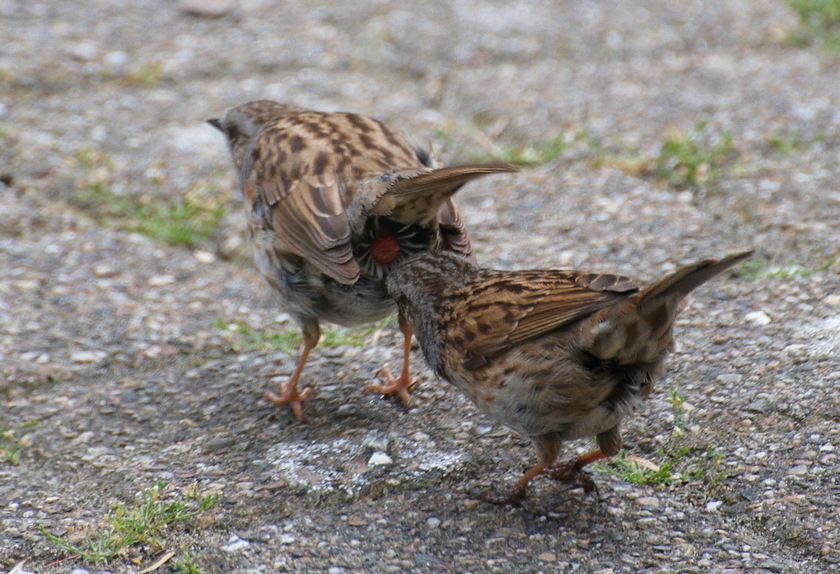
Kloaköppning på en hona av järnsparv (Prunella modularis).

Kloaköppningen är en kroppsöppning som finns hos kloakdjur, fåglar, kräldjur, broskfiskar samt i klassen benfiskar även hos de lobfeniga fiskarna. Den fungerar som analöppning men det är även genom den som befruktning och äggläggning sker. 
Kloaköppningen är gemensam för tarm, urinrör och könsorgan.